# 50ft.
"50ft." é uma canção da cantora e compositora americana Lauren Jauregui, lançada em 17 de abril de 2020. Diferente de seu single anterior que possuía uma pegada bem latina, Lauren voltou a apostar nas batidas do R&B com a segunda música lançada de seu primeiro álbum solo.
"50ft." é, provavelmente, uma das letras mais pessoais que Lauren lançou até hoje. “Eu a escrevi a partir de uma reflexão sobre como eu interajo energeticamente com o mundo, essa obra de arte realmente encapsula o sentimento de um distanciamento, afirmando a proximidade do meu relacionamento com os meus entes queridos que me seguram sempre e para sempre no meio de tudo isso”. Revelou Jauregui em um post no seu Instagram. Além disso, a capa do álbum trás uma foto de Lauren com sua mãe e irmã.

## Antecedentes
Em outubro de 2019, Lauren já havia compartilhado um pequeno trecho da faixa (até então não lançada) em seu Instagram, deixando sua legião de fãs bastante agitada. No entanto, foi somente no dia 24 de março de 2020 que Jauregui veio a cantar a canção pela primeira vez durante uma transmissão ao vivo da Billboard Live At-Home, para arrecadar dinheiro para o Downtown Women's Center, que se concentra em servir e capacitar as mulheres que enfrentam falta de moradia e mulheres sem-teto em Los Angeles. Além de "50ft.", Lauren também performou "Invisible Chains", "Nada" e "Lento". A apresentação foi um esforço familiar, com seu pai (Mike) por perto tocando cajón.

## Videoclipe
Na música suave e bilíngue, Jauregui detalha como ela vê as “besteiras” e mantém um grupo “exclusivo” de pessoas que a amam e a respeitam. Ela mantém todos os outros a uma distância de 15 metros, especialmente se eles não puderem apoiá-la ou incentivá-la adequadamente. O videoclipe foi gravado em dezembro com sua família e amigos mais próximos, e mostra-os desfrutando de um dia maravilhoso em Miami, sua cidade natal. O clipe, que teve direção criativa de Lauren e Inyegumena Nosegbe, é um bem-vindo lembrete de uma época menos complicada em um passado não muito distante. Sem pretender fazê-lo, o clipe é uma bela homenagem a um privilégio que muitos tinham esquecido que existia, até que foi tirado de nós. Dedicado à família e aos amigos, celebra o vínculo e a capacidade de estarmos juntos sob um mesmo teto.